# 云南秀柱花
云南秀柱花（学名：Eustigma lenticellatum）为金缕梅科秀柱花属下的一个种。